# Valentina Tereškova
Valentina Vladimirovna Tereškova (rus. Валенти́на Влади́мировна Терешко́ва; Maslennikovo, Jaroslavska oblast, Rusija, 6. ožujka 1937.), ruska astronautkinja, prva žena u svemiru, heroj Sovjetskog Saveza.

## Životopis
Valentina Vladimirovna Tereškova rodila se 6. ožujka 1937. u selu Maslennikovu u Jaroslavskoj oblasti u Rusiji. Roditelji su joj bili kolhozni radnici. Otac joj je poginuo u Drugom svjetskom ratu, a majka se potom s troje djece preselila u Jaroslavlj. Zbog siromaštva koje je vladalo u prvim godinama poslije rata, Tereškova nije pohađala školu sve do svoje desete godine.
Nakon završetka sedmogodišnje škole, kao sedamnaestogodišnja djevojka, zaposlila se u lokalnoj tvornici automobilskih guma, no uz posao je nastavila školovanje u večernjoj školi. Nakon tvornice guma počela je raditi u predionici pamuka u kojoj su već radile njezine sestra i majka. Upisala se na jaroslavski tehnikum lake industrije 1956. godine. Uz posao i učenje bila je i aktivna članica aerokluba u sklopu kojeg se bavila padobranstvom (163 skoka padobranom).
U to su vrijeme padobranski treninzi bili važan dio obuke budućih sovjetskih kozmonauta jer su se oni pri povratku u Zemljinu atmosferu izbacivali iz svemirskog broda i prizemljivali padobranom. Ljubav prema svemirskom programu i njezine kvalifikacije ponukale su je da se pisanim putem obrati Sovjetskom svemirskom centru u Moskvi koji je upoznala o svojim padobranskim sposobnostima i želji za sudjelovanjem u svemirskom programu. Godine 1962. pozvana je u Zvjezdani Grad nedaleko od Moskve da započne s pripremama za svemirski let. Tamo je bila podvrgnuta rigoroznim treninzima u izolaciji, letovima u bestežinskom stanju, upravljanju mlaznim letjelicama i skakanju padobranom u svemirskom odjelu. Nakon 9 mjeseci treniranja dodijeljen joj je čin poručnice. Od 400 prijavljenih kandidatkinja izabrana je Tereškova uz još četiri djevojke koje su bile pripremane za let: Tatjanu Kuznjecovu, Irinu Solovjovu, Žannu Jerkinu i Valentinu Ponomarevu. Ni jedna od njih nije nikad poletjela. Sljedeća koja se vinula u svemirska prostranstva bila je Svetlana Savickaja 19 godina poslije Tereškove.
S kozmodroma Bajkonura u današnjem Kazahstanu 16. lipnja 1963. lansirana je u svemir brodom Vostok 6, čime je postala prva žena u svemiru (šesta među sovjetskim kozmonautima). Za vrijeme svoga leta komunicirala je s Vostokom 5 koji se istovremeno nalazio u svemiru i kozmonautom Valerijem Bykovim. Nakon 3 dana i 48 kruženja oko Zemlje Tereškova se izbacila iz broda i padobranom spustila na Zemlju. Njezin let se odvijao tjedan dana prije održavanja moskovske međunarodne konferencije žena na kojoj su joj svoje priznanje odali između ostalih i engleska kraljica Elizabeta II. i sovjetski premijer Nikita Hruščov. Proglašena je herojem Sovjetskog Saveza i nositeljica je najviših državnih počasti i nagrada.
Nekoliko mjeseci poslije leta Tereškova se udala za kolegu kozmonauta Adrijana Nikolajeva a 1964. rodila im se kći Jelena koja je danas liječnica. Smatra se da je taj brak u velikoj mjeri bio dogovoren jer su znanstvenici, pogotovo liječnici, htjeli nastaviti s istraživanjima o ponašanju ljudskog organizma za vrijeme i poslije izlaganja svemirskoj okolini. Rastali su se 1982., iako se taj brak raspao mnogo prije toga.
Tereškova je nastavila raditi kao inženjerka u svemirskoj industriji, a u međuvremenu je 1969. diplomirala na Vojnoj zrakoplovnoj akademiji Žukovskog s pohvalom. Doktor je znanosti i autorica više od 50 znanstvenih radova. Često je putovala u inozemstvo i držala predavanja o svojem letu, primivši pritom mnogobrojne nagrade i počasti.
Aktivno se bavila kozmonautikom sve do 1968. kada je u Zvjezdanom Gradu ukinut ženski odjel. Unatoč tome i dalje je bila na popisu aktivnih kozmonauta do 1987., a 1985. razmatrala se čak mogućnost njezina povrataka u svemir.
Od 1968. bavi se radom u društvenim organizacijama. Od 1968. do 1987. predsjednica je Komiteta sovjetskih žena. Od 1987. predsjednica je raznih društava i udruga koje se zalažu za razvijanje kulturnih i prijateljskih odnosa prvotno SSSR-a, a potom, nakon njegova raspada, Rusije i ostalih država svijeta.
Članica je Centralnog komiteta Komunističke partije SSSR-a od 1971. do 1990., a od 1966. do 1989. zastupnica je u Vrhovnom Sovjetu SSSR-a. Doktorirala je 1976. dobivši zvanje generalice bojnice zrakoplovstva.
Njezinim imenom nazvan je i jedan od kratera na Mjesecu a 2000. godine proglašena je ženom stoljeća.

## Valentina Tereškova i Hrvatska
Predsjednik RH Stjepan Mesić odlikovao je 8. rujna 2005. u Moskvi Valentinu Tereškovu Redom kneza Branimira s ogrlicom.
Odličje je dobila za svoje zasluge u unapređivanju odnosa između Rusije i Hrvatske kao i promoviranju RH u Rusiji. Tereškova ga je zaslužila i zbog doprinosa koji je dala kao čelnica Ruskog središta za međunarodnu znanstvenu i kulturnu suradnju u stvaranju prvog rusko-hrvatskog društva prijateljstva u Moskvi te u uspostavi suradnje s hrvatsko-ruskim društvom prijateljstva u Zagrebu 1990-ih godina, odmah nakon državnog osamostaljenja i međunarodnog priznanja RH.

## Vanjske poveznice
- BBC: Tereshkova received the Greatest Woman of the Century Award
- Predsjednik RH Stipe Mesić odlikovao Valentinu Tereškovu